# Zoran Kokot
Zoran Kokot (* 28. června1985, Sarajevo, Jugoslávie, dnešní Bosna a Hercegovina) je bývalý bosenský fotbalový útočník srbského původu, naposledy působící v klubu FK Slavija Sarajevo.

## Klubová kariéra
Zoran Kokot začínal v klubu FK Slavija Sarajevo, poté působil v kanadském celku Serbian White Eagles FC, aby se znovu vrátil do Slavije Sarajevo. Následovala angažmá v belgickém KSK Beveren a poté v íránských mužstvech Mes Sarcheshmeh a Gol Gohan Sirjan FC. Sezónu 2012/13 strávil opět ve Slaviji Sarajevo. V červnu 2013 byl na testech ve slovenském klubu DAC 1904 Dunajská Streda, ale neuspěl. Poté si našel angažmá ve FK Olimpik Sarajevo.